# Mats Ögren Wanger
Mats Ögren Wanger, född 2 april 1969 i Stockholm, är en svensk journalist, dokumentärfilmare och författare. Han är mest känd för sina politiska debattböcker och samhällsdokumentärer för TV. De mest uppmärksammade böckerna är Makten framför allt: om statsminister Göran Persson och För Sverige – nuförtiden: om Carl XVI Gustaf, som båda följdes upp med varsin TV-dokumentär i TV4, Göran Persson – 3325 dagar av makt och Yrke: Kung.
Mats Ögren Wanger står bakom ett tiotal debattböcker. Teman för böckerna är politik, skola, näringsliv, integration, säkerhetspolitik och hälsofrågor.
Mats Ögren Wanger är redaktör och skribent för resebloggen My Eco Journeys
Mats Ögren Wanger är fotograf för Mma Ramotswe's cookbook
Mats Ögren Wanger har även dokumenterat HIV- och aidssituationen internationellt, bland annat med boken Som en osynlig sten i mitt hjärta – om HIV och AIDS i Sverige och världen.

## Engagemang i Södra Afrika
Sedan 2006 bevakar Mats Ögren Wanger södra Afrika, ofta med ett fokus på ekoturism. Hans artiklar i ämnet har publicerats i Svenska Dagbladet, Dagens Industri och M-Magasin. Han har även gjort dokumentärfilmen Botswana – I Damernas detektivbyrås spår om den skotske författaren Alexander McCall Smith, känd för kriminalromanserien Damernas detektivbyrå, och hans relation till Botswana. Dokumentären sändes i K special i SVT i Sverige och har även sänts i Finland, Norge, Storbritannien, Australien och USA.

## Artiklar (urval)
- "Safariguide för familjen". Svenska Dagbladet, 17 oktober 2011.[15]
- "Ekoturism – den vilda tigerns räddning". Svenska Dagbladet, 6 februari 2013.[17]
- "Hans miljarder och hennes idéer ska förbättra världen". Veckans Affärer, 12 september 2014.[20]
- "En vildare safari". Svenska Dagbladet, 6 april 2015.[16]